# Ян, Гюнтер (политик)
Гю́нтер Ян (нем. Günther Jahn; 9 января 1930, Эрфурт — 29 октября 2015, Белиц) — политик ГДР. Член ЦК СЕПГ, депутат Народной палаты ГДР и первый секретарь потсдамской окружной парторганизации. В 1967—1973 годах занимал должность первого секретаря Центрального совета ССНМ.

## Биография
Гюнтер Ян родился в семье слесаря и партийного деятеля КПГ Германа Яна. В 1936—1946 годах учился в школе в Эрфурте. В 1946 году вступил в ССНМ и КПГ/СЕПГ, в 1948 году получил аттестат зрелости. В 1948—1950 годах учился в Йенском университете, где изучал экономику, завершил учёбу в Берлинской высшей школе экономики с дипломом экономиста.
В 1954—1956 и 1962—1964 годах работал политическим сотрудником сектора планирования в отделе планирования и финансов ЦК СЕПГ, в 1956—1961 годах учился в аспирантуре Института общественных наук. В 1961 году защитил докторскую диссертацию и до 1962 года преподавал в этом институте.
С 1964 года Гюнтер Ян работал на должности руководителя отдела идеологической работы при бюро промышленности и строительства в Политбюро ЦК СЕПГ, в 1965—1966 годах руководил рабочей группой по социалистическому ведению хозяйства. В 1966 году был назначен вторым секретарём, в 1967 году — первым секретарём Центрального совета ССНМ. В том же году Гюнтер Ян был избран депутатом Народной палаты ГДР и входил в её состав до 1990 года. До 1976 года входил в комитет по делам молодёжи, затем был назначен заместителем председателя регламентского комитета. В 1973 году преемником Гюнтера Яна в ССНМ стал Эгон Кренц. В 1974—1976 годах Ян являлся вторым секретарём, а в 1976—1989 годах — первым секретарём окружного комитета СЕПГ Потсдама. В ноябре 1989 года подал в отставку, в декабре того же года ушёл с должности члена ЦК СЕПГ. В 1991 году вступил в Партию демократического социализма.
С 1952 года Гюнтер Ян был женат на Эстер Ян, враче по образованию. У них родился сын. Супруга умерла в октябре 2011 года.